# Irwin Cotler
Pour les articles homonymes, voir Cotler.
Irwin Cotler, né le 8 mai 1940 à Montréal, est un avocat et homme politique canadien. Député de Mont-Royal pendant 16 ans, il a été ministre de la Justice dans le cabinet de Paul Martin.

## Biographie
Fils d'un avocat, Irwin Cotler naît à Montréal (Québec) et y étudie à l'université McGill, et travaille pendant une brève période avec le ministre fédéral de la Justice, John Turner. Cotler est professeur de droit à l'université McGill et directeur du programme des droits de l'homme de 1973 jusqu'à son élection en tant que député fédéral en 1999. 
Il a également été professeur invité à l'école de droit de Harvard, ainsi que Woodrow Wilson Fellow à l'école de droit de Yale et est le récipiendaire de cinq doctorats honorifiques. 
Irwin Cotler a également été président du Congrès juif canadien. Il figure à la liste des personnalités interdites de séjour en Russie dans le cadre de la crise ukrainienne, depuis le 24 mars 2014. Il est présentement membre du Comité International de Conseil et de Rédaction du Conseil Israélien aux Affaires Etrangères.  
En 1992, il est nommé officier de l'ordre du Canada. 

### Carrière politique
D'abord élu à la Chambre des communes du Canada dans une élection partielle en novembre 1999, il est assermenté le 12 décembre 2003 en tant que ministre de la Justice dans le cabinet de Paul Martin. 
Irwin Cotler est réélu dans sa circonscription de Mont-Royal lors de cinq élections générales consécutives de 2000 à 2011, mais sa part du vote a progressivement diminué, alors que l'appui de la communauté juive, nombreuse dans sa circonscription, est passée progressivement du Parti libéral au Parti conservateur.
En février 2014 il annonce son retrait de la vie politique, demeurant toutefois en poste jusqu'à la fin de son mandat en 2015.

## Distinctions
- 1991 -  Officier de l'Ordre du Canada[3]
- 2017 -  Officier de l'Ordre national du Québec[4]